# Olšany u Prostějova
Olšany u Prostějova (en allemand : Olschan) est une commune du district de Prostějov, dans la région d'Olomouc, en Tchéquie. Sa population s'élevait à 1 867 habitants en 2025.

## Géographie
Olšany u Prostějova se trouve à 9 km au nord-est du centre de Prostějov, à 9 km au sud-ouest d'Olomouc et à 205 km à l'est-sud-est de Prague.
La commune est limitée par Lutín à l'ouest et au nord, par Hněvotín au nord, par Bystročice à l'est, par Vrbátky et Smržice au sud, et par Čelechovice na Hané à l'ouest.

## Histoire
La première mention écrite de la localité date de 1050.

## Administration
La commune se compose de deux sections :
- Olšany u Prostějova
- Hablov

## Galerie

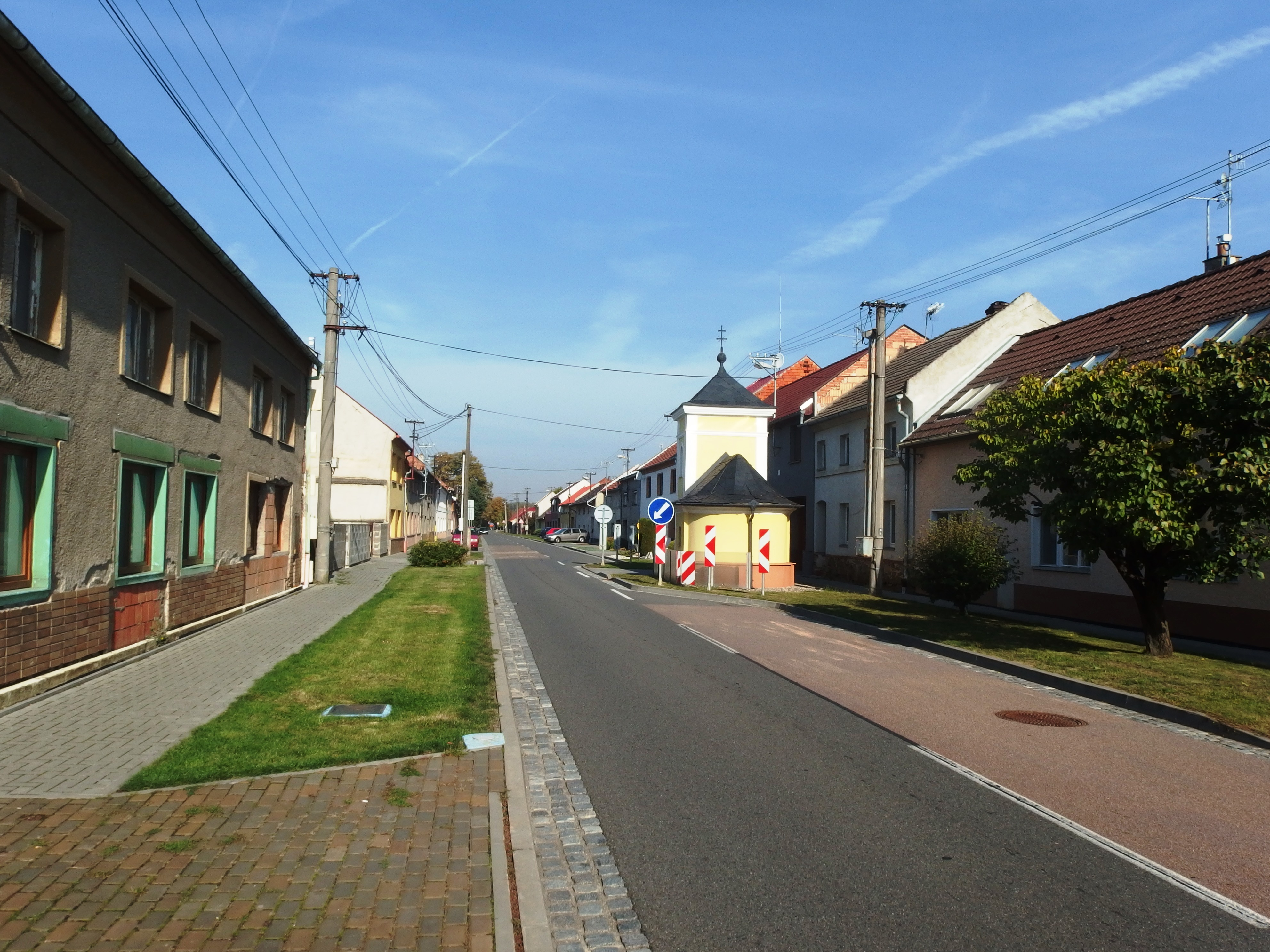
Hablov : rue principale.
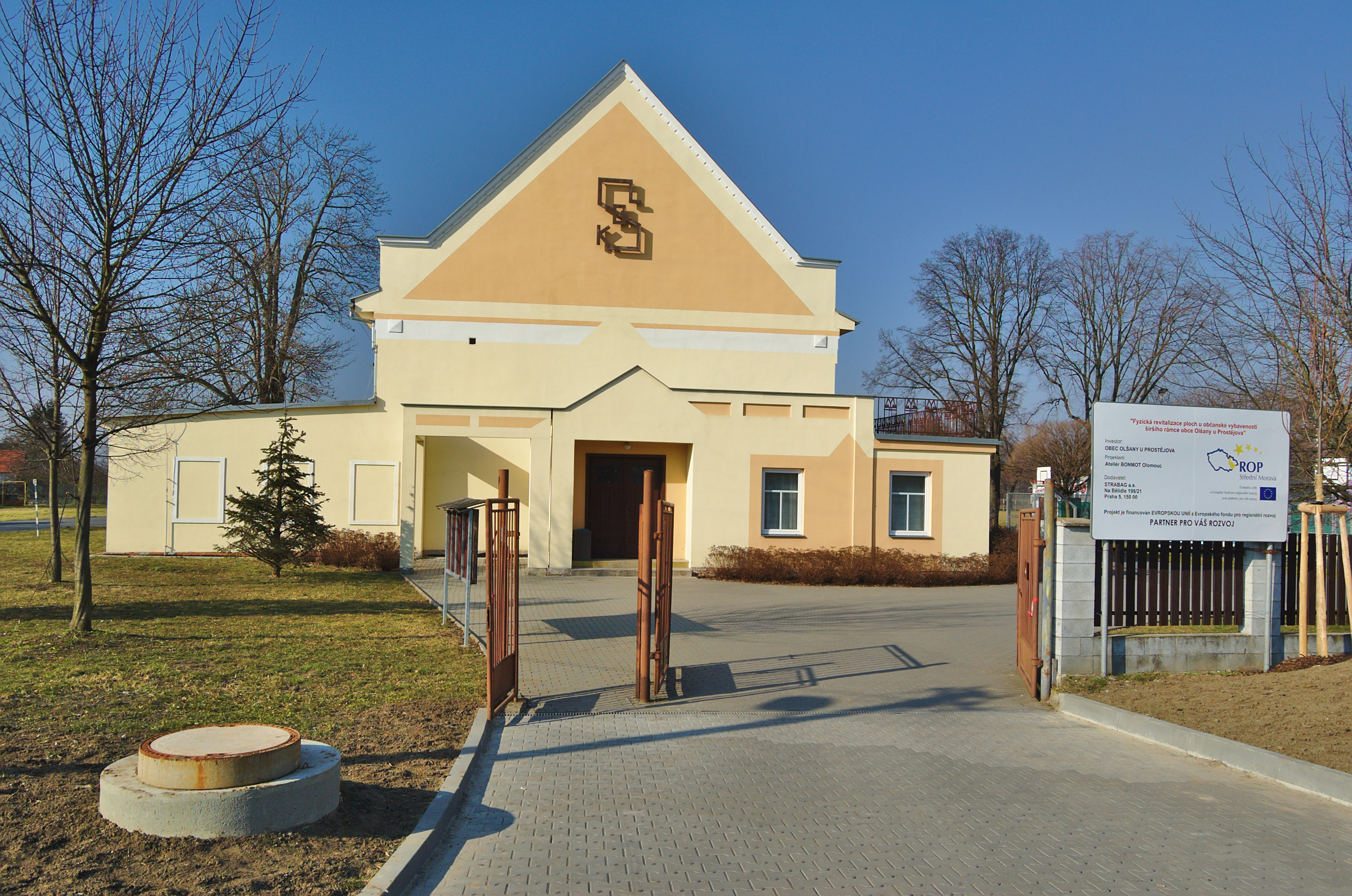
Gymnase du mouvement du Sokol.

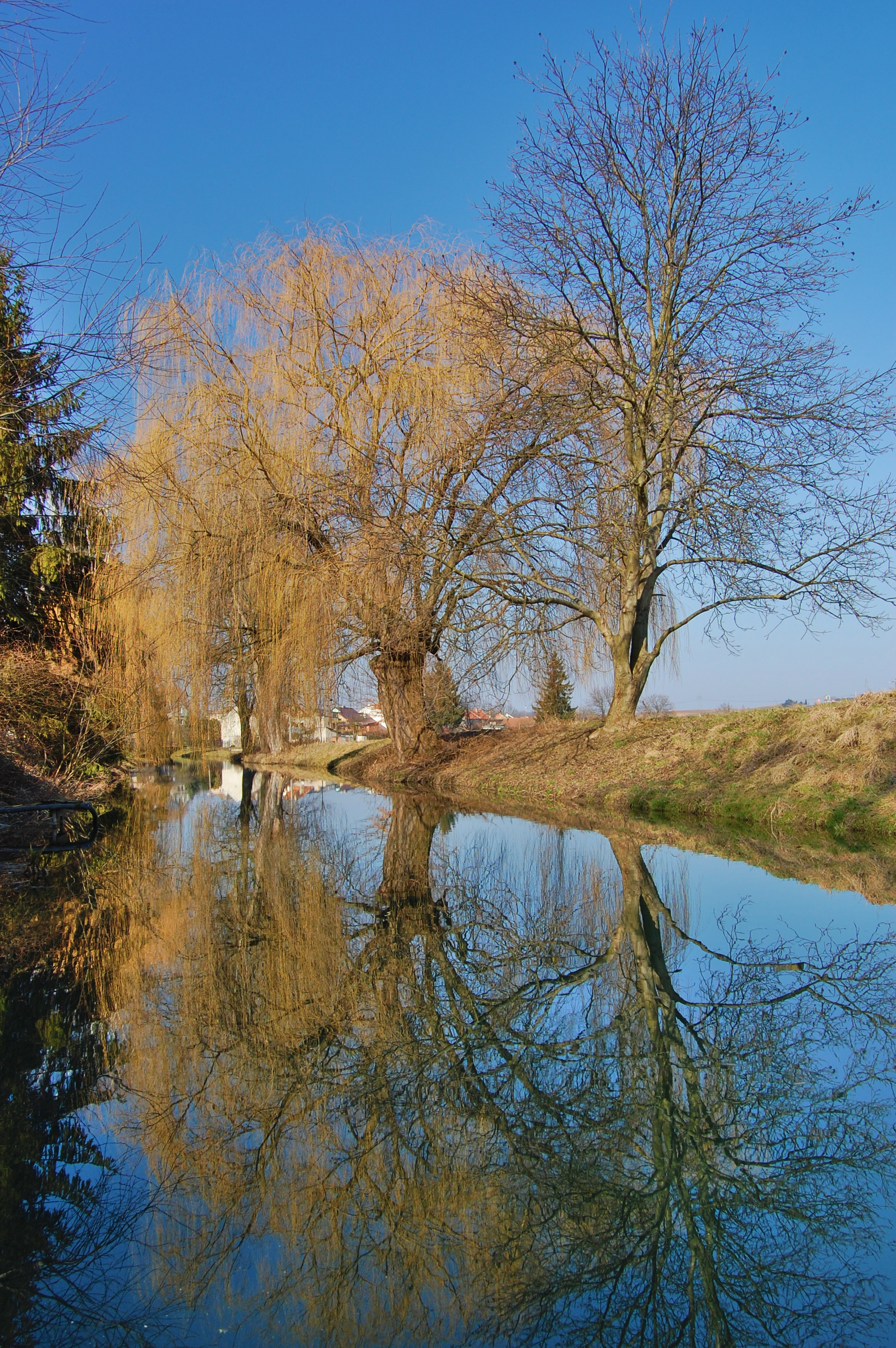
Rivière Blata à Olšany.
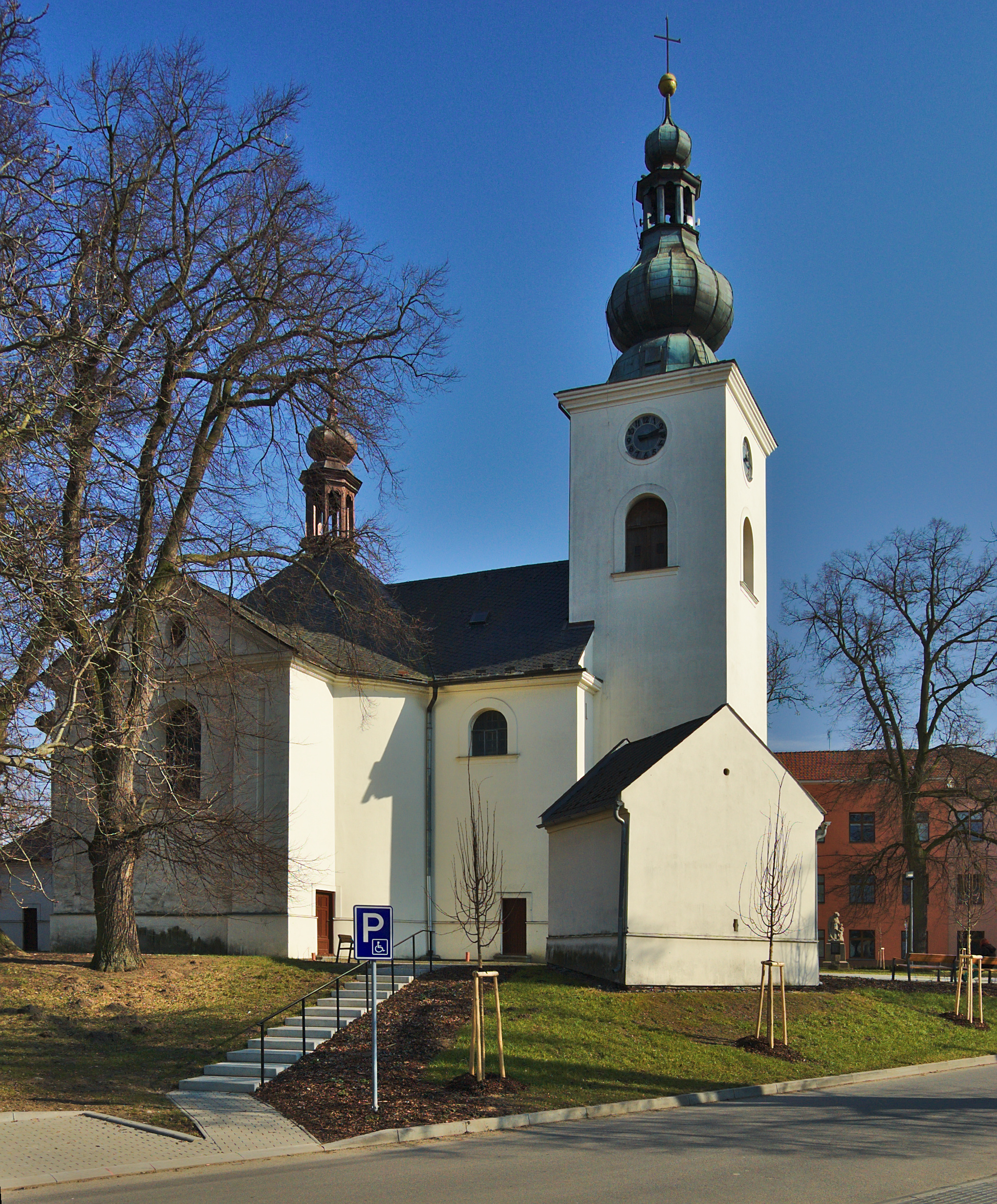
Église Saint-Jean-Baptiste.

## Transports
Par la route, Olšany u Prostějova se trouve à 11 km d'Olomouc, à 11,3 km de Prostějov et à 262 km de Prague.